# Stefan Grobelny
Stefan Grobelny (ur. 1914, zm. 1998) – polski nauczyciel, urzędnik, związany z Wyższą Szkołą Pedagogiczną w Opolu.

## Życiorys
Pochodził z Wielkopolski, z okolic Kalisza. Uczęszczał do seminariów nauczycielskich w Koźminie i Rawiczu. Od wczesnej młodości pasjonował go skauting. Współpracował m.in. z legendarną postacią polskiego harcerstwa Aleksandrem Kamińskim, kładąc wielkie zasługi jako instruktor Chorągwi Wielkopolskiej i Kieleckiej. Przed wybuchem II wojny światowej pracował jeszcze jako nauczyciel w szkołach kieleckich. Kampanię wrześniową przeżył jako dowódca plutonu. Zawierucha wojenna rzuciła go na wschód, do Brzeżan oraz Tarnopola.
Po zakończeniu wojny, w sierpniu 1945 roku przeniósł się wraz z żoną Ludwiką z domu Żółtańską, instruktorką zuchową, na Śląsk, osiedlając się na stałe w Opolu. Początkowo pracował jako nauczyciel w szkole w Nowej Wsi Królewskiej, a następnie w latach 1950–1954 jako inspektor w opolskim Wojewódzkim Wydziale Oświaty. Później znalazł zatrudnienie na opolskiej Wyższej Szkole Pedagogicznej i aż do 1972 roku kierował uczelnianą administracją jako dyrektor administracyjny WSP (kanclerz). Jego osobiste kontakty ze studentami i nauczycielami akademickimi podsunęły mu w 1958 roku pomysł utworzenia drużyny akademickiej, przekształconej niedługo potem w Harcerski Akademicki Krąg Instruktorski im. Bohaterów spod Monte Cassino, działający do dziś. Krąg, zwany popularnie Haki, wykształcił dziesiątki późniejszych instruktorów harcerskich. Stefan Grobelny bardzo przeżył zniszczenie auli uczelni w 1971 roku przez braci Kowalczyków, ponieważ należał do jednych z jej budowniczych. Mieszkał w Opolu na Pasiece.